# 아랍의 봄이 미친 영향
아랍의 봄이 미친 영향은 중동 지역과 북아프리카 국가에서 열린 일련의 시위와 혁명 상황에 영향을 받아 생겨난 일련의 사회적 움직임을 말한다. 여러 시위와 관련된 노력은 해당 국가를 넘어서 많은 나라에서 시위 혹은 사회적 반향을 일으켰으며 아랍의 봄과 마찬가지로 그 영향을 받아 시위를 연 사람들 또한 자국 정부의 비판적인 태도에 대항했다. 내각에 대한 특정 정책의 변화에서부터 현재 정치 체제에 대한 변혁을 요구하는 목소리에 이르기까지 그 정도도 다양하다. 일부 국가에서는 너무나 전국적인 규모로 일어났으며 아르메니아, 지부티 등지에서는 즉각적인 탄압이 자행된 것으로 파악되고 있다.
아랍의 봄에 대한 여파는 거의 대부분의 대륙에서 일어나고 있으며 오스트레일리아의 경우를 제외하고서라도 피지 등에서 크고 작은 반정부시위가 보고되고 있다.

## 항의

### 사하라 이남

#### 앙골라
앙골라 지방 라디오 방송국에서 경찰이 20명의 시위자를 연행해갔다고 보도했으며 이들은 앙골라 대통령 조제 에두아르두 두스산투스의 32년 정권 체제에 대한 비판을 한 것으로 알려졌다.
Radio Ecclesia는 이에 대한 반응으로 자정께 반정부 시위가 자정부터 열렸으며 기자들을 포함한 시위대가 붙잡혔으나 다음 날 석방됐다고 보도했다. 이에 반해 추종 세력 2만 명 이상이 루안다에서 시위 진압 소문에 대한 항의의 의미로 지지 시위를 했다.

#### 부르키나파소
부르키나파소 대통령 블레즈 콩파오레는 2011년 2월부터 정권에 대항하는 역사상 가장 강력한 시위에 직면하고 있으며 2011년 4월 14일 극에 달한 민중들의 분노로 수만명이 결집한 것으로 알려졌다 군인들도 시위에 합세해 콩파오레가 그의 내각을 해산할 것을 압박해 이에 따라 새 총리를 임명하고 군 수장을 교체한 이후 스스로 국방장관이 됐다. 학생들도 4월 19일 와가두구에서 시위를 벌였다고 BBC가 보도했다. 4월 22일, 34명의 야당 의원들이 4월 30일 시위에 참여하도록 유도하며 캄포레의 사임을 촉구하고 나섰다.

#### 말라위
7월 21일 말라위의 주요 도시에서 빙구 와 무타리카 대통령을 축출을 요구하는 대규모 시위가 일어났으며 이는 연료값 상승과 부패에 따른 분노였다. 최루탄 발사에 따른 반정부시위 격화로 10명이 사망했다.

#### 모잠비크
4월 6일 모잠비크에서 열린 시위에 특수경찰대가 출동하면서 수많은 시위대가 감금, 부상 당했다. 최소 1명이 탄압 과정에서 사망한 것으로 알려진 가운데 모잠비크 인권연맹은 이에 대한 진상 조사 착수를 요구하는 한편 특수기동대 서장의 사임을 요구하고 나선 상태다. 알자지라는 이 사건을 북아프리카의 치안 불안 상황에 따른 여파로 보고 있다.

#### 카메룬
카메룬의 야당과 무역단체, 이주자 단체는 이집트와 같은 시위를 통해 대통령 폴 비야를 하야시키도록 시위 운동을 계획했다. 그러나 시위 자체가 헐겁게 짜여졌고 두알라와 야운드의 시위는 경찰 숫자에 압도 당하는 바람에 시위 참가자가 더 늘어나기 이전에 해산되고 말았다.

#### 코트디부아르
코트디부아르에서는 평화운동가 아야 버진 투르가 수천명의 여성 시위대를 조직하여 주요 도시에서 평화 시위를 열기로 계획했다. 치안 경비대가 탱크를 가져와 사격을 시작했다. BBC와의 인터뷰에서 투르는 현재 두 번째 아이보리 시민 전쟁을 리비아 봉기로 비교했으며 국제사회의 지원을 요청했다. 그녀는 군 개입으로 로렌 바고를 권좌에서 내려뜨려야 한다고 주장했다.
이에 대한 여파로 나이지리아 외무장관인 헨리 오데인 아주모고비아는 리비아 봉기에 대해서는 항공 금지구역 선포를 통해 지지를 보내고 있으면서 아이보리코스트의 시민을 보호하는 데는 모순된 태도를 보이고 있음에 대해 비난하고 나섰다. 이는 리비아의 석유 생산이 코트디부아르의 코코아보다 더 이익이 있다는 사실에 연관돼 있으며
 국제사회는 이들 국가가 겪고 있는 시민 소요 사태에 촉각을 곤두세우고 있다.

#### 가봉
1월 29일 가봉 전투경찰이 5천 명의 야당 지지자에 대해 총격을 시작하면서 최루탄을 발사한 것으로 알려졌다. 목격자들에 따르면20명 정도가 부상당했으며 대통령 오바메는 유엔식량계획 사무소의 활동을 제지하며 야당 인사를 납치하고 있다. 유엔은 가봉 경찰이 대학 내 잠입해 학생들을 구타하고 불법 조사하고 있음을 고발하고 나섰다. 처음 시위에서는 대다수가 야당 인사였지만 불안 사태는 사회 갈등으로 번져 학생들이 시위를 주도하고 있다.

#### 말라위
7월 21일 말라위의 도시 음주주, 블랜타이어, 릴롱궤에서 대통령 빙구 와 무타리카에 대한 반대 시위가 일어났으며 연료 부족과 정부 부패에 대한 비판 때문이었다. 최루탄 발사로 인해 산발적인 폭동이 일어나 10명의 사망자가 발생했다.

#### 스와질란드
스와질란드(현재의 에스와티니)에서는 군주제가 시행되고 있으며 음스와티 3세에 대한 시위가 지속됐다. 그의 사치스러운 생활이 국민의 불평을 늘렸으며 경찰은 즉각적인 탄압을 가해 캐넌과 최루탄이 쓰였다.

#### 우간다
우간다 대통령 요웨리 무세베니는 2011년 야당 탄압을 등에 엎고 2011년 대선에서 승리했다. 키사 베시기예는 야당 연합으로 26.01%를 얻어 졌다. 베시기예는 무세비니의 20년 정치 생활 후에 이집트와 같은 수준의 혁명이 일어날 정도로 악화되어 있다고 경고한 바 있다. 크리스찬 사이언스 모니터가 제시한 바에 따르면 시위자들은 몇 가지 이유로 대단위의 결집에 실패한 것으로 보인다. 정부에 의해 SMS 프로그램이 교란당한 대다 야당 주요 인물을 정부에서 사전에 체포했다. 베시기예 스스로가 혁명에 대한 즉각적인 반응을 기대하지 않은 탓도 있는 것으로 밝히고 있다. 곡물가 상승과 베시기예가 4월 28일 체포되면서 시위와 봉기가 우간다 수도 캄팔라에서 행해졌으며 2명이 사망했다.

#### 짐바브웨
짐바브웨의 전 야당 지도자 무니아라드지 그위사이가 2월 21일 북아프리카 봉기 토론 문제를 놓고 회의를 소집했다. 그를 포함한 45명이 체포됐으며 반역죄로 체포돼 갖은 고문을 당했으며 사형을 선고 받았다. 수백명에서 수천명을 추정되는 많은 짐바브웨인은 남아프리카공화국으로 이사했으며 이들은 대개 정치 상황에 대해 발언권이 자유롭다. 그러나 과거 선거 진행 중 폭력사건이 일어났고 대부분의 젊은이들이 국가를 탈출했기에 시위를 계획하고 실행에 옮길 혁명 주도자가 있는지에 대해서도 의문이 있다.
"1백만 시민 행진" 캠페인으로 하라레에서 3월 1일 일어난 시위는 경찰의 즉각탄압으로 별다른 주목을 받지 못했고 2월 28일 밤 통행금지령이 내려졌다.

### 유럽

#### 알바니아
발칸반도에 위치해 있는 알바니아는 튀니지 혁명의 영향을 받았으며 무슬림이 많은 나라로 분류되기도 한다. 총리 일리르 메타가 발전소 건설 계약에 정치적 영향력을 미치려 들자 사회당이 주도한 살리 베리샤 정부에 대한 반정부 시위가 2만 명이 운집한 가운데 열렸으며 이는 폭력적인 성향으로 변질돼 3명이 사망했다. 야당은 이러한 시위를 지속하기로 결의한 상태다.
수도 티라나의 시장 에디 라마는 사회당 당수이며 베리샤 정부를 시민을 죽음으로 몰고 간 데 대한 책임을 물었으며 축도가 치러져야 한다고 말했다. 그는 "우리가 자유와 평등 앞에서 망자를 위해 기도했을 때 베리샤가 우리 모두의 힘을 합쳐 그에게 대적할 것임을 알게 되길 바란다. 시민사회와 역사적 책임감을 느끼고 톨레랑스가 없는 현 정부의 상황을 타개하고자 그를 압박하고자 한다."고 말했다. 베르샤는 그의 지지자들이 대규모 시위를 벌이게끔 유도해 폭력 사태가 일어났으며 1월 26일 폭력에 대항하는 시위를 열고자 한다고 말하면서 폭력 대항 시위가 될 것이라 말했다. 그는 에디 라마와 지지자들에 대해 경고하면서 강력한 법의 집행을 받을 것이며 정부 기관에 접근할 시에 해당될 것이라고 말했다. 이전에 그는 "알바니아가 긴급 상황이 아니며 계엄령을 내리지 않을 것"이라 밝힌 바 있다.

#### 벨라루스
2010년 벨라루스 대통령 선거 이후 시위자들은 지속적으로 정부에 대한 불편한 기색을 비치고 있었다. 3월 25일 수 백명의 야당 활동가를 경찰이 급슥하면서 반정부 시위를 중지하게 하려는 시도를 했다. 수십명이 민스크에서 다쳤으며 인권옹호그룹 비안사는 최소 50명이 체포됐다고 밝혔다. 시위자들은 유럽의 마지막 독재자로 불리는 알렉산더 루카셴카가 대통령직을 훔쳐갔다는 생각에서 시위를 지속하고 있다.

#### 영국
영국에서 일어난 시위는 그리스와 같은 긴축 재정이 실시되는 움직임에 대한 반발을 표출하고 있다. 아랍의 봄이 기폭제가 됐다는 의견이 있다.

#### 크로아티아
크로아티아에서 반정부 가두시위가 2011년 2월 22일 시작됐으며 인터넷에서 계획돼 거의 매일 열리기 시작했다. 시위대는 다양한 정치적 설득을 통해 현재 정부의 부패 스캔들을 규탄하고 EU 가입 문제, 크로아티아 총리의 사임을 요구하고 있다. 시위대는 수도 자그레브의 의회당 앞에서 전투경찰과 대치했다. 2월 26일 수만명의 시위대가 수도 자그레브의 반 젤라킥 광장에 모여 크로아티아 독립 전쟁에 대한 지지를 표현하고 현 총리인 야드란카 코소르의 사임을 요구하고 나섰다. 수십명이 다쳤으며 반정부 시위로 충돌을 일으켜 체포됐다.
몇 주가 지나자 만 명에 달하는 숫자로 시위 참가자수가 늘어났다. 그러나 곧 와해되어 결국 시위가 종결됐다.

#### 아르메니아
1월 아르메니아에서는 지역적인 소요가 일어났으며 많은 상인들은 거리 노점에 대한 금지를 요구하고 나섰다. 그들은 정부청사 앞을 찾아가 카렌 카라페탄 시장의 사임을 요구하며 노점 단속을 요구했다. 불만이 수도 자그레브에서 터져 나오면서, 전 대통령 레본 테르페트로시안이 이끄는 아르메니아 의회는 더 거대하고 정치적으로 민감한 사안에 대해 논하는 시위를 예레반에서 2월에 열기로 계획했다. 4월 내내 열린 시위에서는 수만명이 결집했으며 정치범 석방, 사회 경제 전반의 개혁, 예레반 자유광장 접근권, 2008년 총선 당시 야당 지지자들에게 행해진 불법 폭력 사태에 대한 진상규명을 요구했다.
정부는 자유광장에 대한 정치적 시위 행위 허용을 4월 28일부터 허가하기로 하고 2008년 폭력사태로 얼룩져 사망한 사람들에 대한 조사를 다시 시작하여 진상규명하는 데 합의했으며 정치범으로 여겨지는 야당 활동가들에 대한 일반 사면을 시행하기로 했다. 세르지 사르키샨 대통령은 4월 말 정부와 야당이 협력해야 하며 화합에 대한 중도한 일보를 준비할 준비가 되어 있다고 밝힌 바 있다.

#### 우크라이나
2013년 11월 21일, 유로마이단이 나타나게 되었다.

### 아시아

#### 이라크
이라크에서는 쿠르드 자치구역에서 시위가 2월 21일 일어났다. 계엄령이 4월 말 선포되기 전까지 지속됐으며 이라크 군의 지지를 받는 페시마르가는 소요 진압을 위해 군을 동원했다.

#### 말레이시아
2011년 7월 9일, 2만~5만에 달하는 시위자가 콸라룸푸르에서 선거법 개정을 위한 시위에 돌입했다. 시위 과정에서 왕실경찰이 수백명의 활동가를 체포했으며 이들은 시위를 주도한 베르시 소속이다. 콸라룸푸르 경찰의 진압에도 불구하고 수만에 달하는 시위자들이 수도 안으로 진입하는 데 성공했으며 평화적인 시위의 의도는 최루탄과 물폭탄을 발사하면서 와해됐다. 경찰력 사망도 파악되고 있으며 사복경찰이 무기를 소지하지 않은 시위대를 공격한 것으로 알려졌다. 1명의 사망자가 파악되고 있다.

#### 몰디브
몰디브에서는 2011일 5월 1일 일요일 아침, 시위가 시작하면서 수천명이 몰려들어 모하마드 나시드 대통령 하야를 요구했다. 수십명이 다치고 많은 사람들이 시위 중 체포된 것으로 파악됐다. 다음 날에도 시위가 계속됐으며 주요 원인은 치솟은 물가와 실직률 증가에 따른 것이다. 몰디브 인민당은 주요 야당으로서 "통화가치 절하가 필수품 가격 상승을 부추겼다"고 평했다. 시위대는 수일간 시위를 지속했으며 이는 지속되고 있다.

#### 미얀마
미얀마에서 열린 시위 캠페인은 "페이스북으로 계획돼 실행에 옮겨진 이집트 혁명의 민주적 사상을 본받으려는 시도"였으며 2011년 2월 13일부터 열렸다. 이는 페이스북에 개설된 페이지 "군사 독재체제에 항거하는 활동을 해보자"("Just Do It Against Military Dictatorship")를 따른 것이었다. 반정부시위 지원 물자가 만달레이, 타웅지에 보급됐으며 1천 명 이상의 사람들이 시위활동을 지지하고 있다.

#### 조선민주주의인민공화국
대한민국 국군은 이집트와 리비아의 민주적 시위를 소개하는 쪽지를 실어 북녘으로 보냈다. 이는 정치적 변혁을 이끌어내려 시도한 것으로 계속적인 쪽지 배부시 군사적 보복을 취할 것이라고 연합뉴스가 보도했다. 대한민국 언론에 따르면 일부 작은 시위가 있었던 것으로 파악되기도 했다.

### 오세아니아

#### 피지
뉴질랜드 국제사면위원회 지부는 2006년 피지 군사 쿠데타 이후 폭력과 인권 침해, 심지어 고문이 행해지면서 억류와 야당 지지자, 노동조합 대표, 청년활동가들이 억압당하고 있다고 밝혔으며 이들은 지난 2011년 2월 반정부 시위를 계획했다. 엠네스티 대표인 패트릭 홈스는 중동 지역에서 널리 일어나고 있는 아랍의 봄에 영향을 받은 사람들이 군부를 위협하면서 더욱 폭력적인 술책이 행해지고 있는 것으로 보인다고 말했다. 시드니에 주재하고 있는 피지 친민주주의 성향의 단체는 현재 탄압이 일어나 리비아의 상황과 흡사한 지경에 이르고 있다고 말했다. 3월 7일, 더 오스트레일리안은 전 총리가 군부의 고문과 억류를 당하면서 오스트레일리아로의 망명을 준비하고 있는 것으로 보인다고 보도했다. 피지 군부는 이를 부인했으며 고위 간부는 라디오 오스트레일리아에 "최소한의 강압"만을 적용했으며 체포할 경우와 계획된 시위에 대해 아는 바가 없다고 사실을 부인할 경우에만 군력을 행사했다고 밝혔다. 피지 정치 전문가는 라디오 뉴질랜드에 나와 튀니지와 리비아에서 열린 일련의 시위보다 진압이 더 크기 때문에 그 위험은 상당히 더 클 것이며 그럼에도 아직 군부의 속내를 알 길이 없다고 말했다. 뉴질랜드 외무장관 머레이 맥컬리는 폭력 사태에 대한 혐의를 제기하고자 한다는 의견을 피력했으며 이는 오스트레일리아 정부의 반응과도 동일한 것이다. 피지 인권 위원회는 최근 관련 사항에 대해 들은 바가 없으나 현재 상황을 감독하고 있으며 관련 기사 등 출판물을 점검해 혐의를 찾으려 하고 있다고 밝혔다.

## 정치적 파장

### 프랑스
2월 28일, 프랑스 외무장관 미셸 알리옷마리는 축출당한 튀니지 대통령 제인 엘아비디네 벤 알리에 대한 군사적 지원을 제안했다는 점과, 튀니지 혁명 당시 튀니지 대통령과 밀접한 관계에 있는 사업가의 개인 제트기를 타고 튀니지에서 휴가를 보냈다는 이유로 여론의 질타와 압력을 받으면서 사퇴 결정을 내렸다.

### 이스라엘
이스라엘 정보기관인 모사드는 이집트 정부가 안정적이라는 평가를 내리고 있었으나 이집트 혁명의 발발로 당혹스러움을 감추지 못하게 된다. 이집트 혁명이 시작하자 총수인 아비브 코카비는 이집트 정부가 전복 위기에 있는 것은 아니라는 해명을 하기 시작했다. 이에 따라 이스라엘 정부는 정보기관의 업무 소홀에 대한 규명에 나섰다.

### 영국
런던경제대학 하워드 데이빗은 리비아로부터 자금 지원을 받았다는 이유로 사임했다.

## 같이 보기
- 세계 자유 지수
- 월가를 점거하라
- 1968년 사회운동
- 혁명의 물결
- 신아랍의 봄